# Nikaea formosana
Nikaea formosana är en fjärilsart som beskrevs av Tsutome Miyake 1907. 
Nikaea formosana ingår i släktet Nikaea och familjen björnspinnare. Inga underarter finns listade i Catalogue of Life.